# Shay Brennan
Seamus Anthony Brennan Spitzname: Shay (* 6. Mai 1937 in Manchester; † 9. Juni 2000) war ein irischer Fußballspieler.

## Leben und Karriere
Die größte Stärke des ehemaligen Verteidigers war sein Vorstoß von der eigenen Hälfte in der des Gegners. Seinen ersten Einsatz für Manchester United gab der Ire 1958 gegen Sheffield Wednesday. 1965 und 1967 wurde er mit den Red Devils englischer Meister. 1968 wurde er ebenfalls Meisterpokalsieger mit ManU. Obwohl Brennan eigentlich in England geboren wurde, spielte er mit Hilfe der FIFA für die irische Fußballnationalmannschaft. Er beendete seine Karriere nach 355 Spielen und sechs Toren für Manchester United. Sein Abschiedsspiel war am 14. August 1986. Die Shamrock Rovers spielten gegen Manchester United und gewannen 2:0.

### Erfolge
- Englischer Meister (2): 1964/65, 1966/67
- Englischer Pokalsieger: 1963
- Sieger im Europapokal der Landesmeister: 1968